# 타카사와 하나
타카사와 하나(일본어: 高沢 英, 2004년 7월 26일 ~ )는 일본의 기타 연주가이자 배우이다. 도쿄도 출신이다.